# Величезні дні
«Величезні Дні» (англ. Giant Days) — комедійна серія коміксів, створена Джоном Еллісоном, та проілюстрована Ліссою Трейман та Макс Сарін. Серія розповідає про трьох студенток університету Шеффілда: Естер де Ґрут, Сьюзан Птолемі та Дейзі Вуттон. Серія була створена як вебкомікс, а після була підібрана Boom! Studios як мінісерія з 6 випусків, яку згодом перетворили на місячну серію. У 2016 році «Величезні Дні» була номінована на дві премії Айзнера та чотири премії Гарві. У 2019 році вона виграла дві премії Айзнера за найкращий комедійний комікс та найкращу продовжувану серію.
Українською серія виходить від видавництва «Третій Колір».